# Шанфлёри (писатель)
Жюль Франсуа́ Фели́кс Юссо́н (фр. Jules François Félix Husson), известный как Флёри́ (Fleury), но чаще Шанфлёри́ (Champfleury; 10 сентября 1821, Лан — 6 декабря 1889, Севр) — французский писатель и искусствовед.
Младший брат историка Эдуарда Флёри (1815—1883).

## Творчество
Занимался торговлей книгами, затем работал журналистом. Опубликовал в 1847 году «Chien-Caillou» (скан), по мнению Гюго — блестящий образец реалистического искусства. Большой успех имели его дальнейшие романы и рассказы:
- «Les excentriques» (1852; скан);
- «Приключения мадемуазель Мариетты» («Les aventures de mlle Mariette», 1856; скан),
- и особенно «Моленшарские буржуа» («Les bourgeois de Molinchart», 1855; скан) — сатирическое изображение провинциальной буржуазии, «Моленшарские обыватели» в русском переводе Екатерины Летковой (1856—1937).

Из дальнейших его романов выделяются:
- «Les amis de la nature» (1859; скан);
- «Les Amoureux de Sainte-Périne» (1859; скан;
- «Les demoiselles Tourangeau» (1864; скан);
- «La petite rose» (1877; скан);
- «La pasquette» (1876; скан);
- «Madame Eugenio» (1874; скан);
- «Fanny Minoret» (1882; скан).

Он писал также комедии, пантомимы, детские рассказы.
Другие его труды:
- «Histoire générale de la caricature» (1865—1880, 5 т.; античность, средневековье, возрождение, республика, империя и реставрация);
- «Ma tante Péronne» (1866; );
- «Histoire des faïences patriotiques sous la Révolution» (1866);
- «La comédie académique» (1867);
- «Histoire de l’imagerie populaire» (1869; скан);
- «Les chats» (1869; скан);
- «Les enfants» (1874);
- «Balzac propriétaire» (1878);
- «Henri Monnier» (1879; скан);
- «Vignettes romantiques» (1883; скан);
- «Le réalisme» (1857; скан);
- «Souvenirs des Funambules» (1859);
- «Grandes figures d’hier et d’aujourd’hui» (1867; изд. 1968).

И в теории искусства, и в её художественном приложении Шанфлёри был одним из ранних, но не сильных представителей натурализма; его отрицали те, кому он проложил путь.